# Драган Стевановић
Драган Стевановић (Београд, 16. август 1971) је српски фудбалски тренер и бивши фудбалер.

## Каријера
Каријеру је започео у Вождовцу, наступао за Рад у Прва лига Србије и Црне Горе, а након тога 1997. године прешао у немачки Волфсбург. Играо је и за Санкт Паули, а 1999. године вратио се у Рад. Током 2000. године играо је за Црвену звезду, са којом је освојио првенство. Каријеру је завршио у Радничком Обреновац 2003. године.
Након завршетка каријера био је тренер неколико клубова у Србији, укључујући Земун, Раковицу и Омладинац Нови Бановци. Такође је био тренер ФК Рад током сезоне Суперлиге 2018/19.